# Provincia del Basso Uele
La provincia del Bas-Uélé (IPA: /ba u 'e 'le/) è una delle province della Repubblica Democratica del Congo. Fino al 2015 il suo territorio faceva parte dalla più ampia provincia Orientale. La sua capitale è Buta, la maggiore città dell'area, profondamente inserita nella foresta equatoriale.
La provincia prende il suo nome dal fiume Uélé che la attraversa.

## Geografia antropica

### Suddivisioni amministrative
La provincia del Basso Uele è suddivisa nelle città di Buta (capoluogo), ed in 6 territori:
- territorio di Aketi, capoluogo Aketi
- territorio di Ango, capoluogo Ango
- territorio di Bambesa, capoluogo Bambesa
- territorio di Bondo, capoluogo Bondo
- territorio di Buta, capoluogo Buta
- territorio di Poko, capoluogo Poko

## Popolazione
La provincia ha una popolazione che supera il milione di abitanti, con una rapida crescita demografica (siamo passati da 900.000 abitanti nel 2007 a 1,2 milioni nel 2015). La maggioranza degli abitanti appartiene dal popolo Baboa. Vivono principalmente dei prodotti della terra e dell'allevamento, più alcune entrate derivanti dal commercio fluviale.
La regione è attraversata dai Wodaabe, un popolo nomade che migra attraverso diversi paesi dell'Africa centrale. I Wodaabe vivono del commercio di prodotti artigianali e dell'allevamento.